# Kóhaku uta gasszen
Az NHK Kóhaku uta gasszen (NHK紅白歌合戦; Hepburn: Enueichikei Kōhaku Uta Gassen, ’Enueicsikei Kóhaku uta gasszen’), avagy „NHK Vörös és fehér dalverseny”, rövidítve Kóhaku szilveszteri televíziós program a japán NHK csatornán, melyet 1951-ben rendeztek meg először. A programot szimultán adja a televízió és a rádió, országosan és nemzetközileg is. A program éjfél előtt nem sokkal ér véget, négy és fél óra időtartamú. 1953 előtt január 3-án tartották és csak rádióban adták le.
A műsor népszerű előadókat hív meg egy-egy dal vagy válogatás előadásra, kizárólag meghívásos alapon lehet bekerülni. A résztvevőket két csapatra osztják: a vörös csapat vagy akagumi (赤組, 紅組) nőkből áll (vagy női énekessel rendelkező együttesekből), míg a fehér csapat vagy sirogumi (白組; Hepburn: shirogumi) férfiakból (vagy férfi énekessel rendelkező együttesekből). A műsor végén a bírák és a közönség megszavazza, melyik csapat bizonyult jobbnak.
A Kóhaku korábban az év legnézettebb műsora volt Japánban, legfőképpen azért, mert hagyományosan a japánok otthon töltik a szilvesztert. A műsor 1963-ban volt a legnézettebb, 81,4%-kal, és 2004-ben érte el a mélypontot, 30,8/39,3%-kal a Kantó régióban. A drasztikus csökkenés ellenére a műsor továbbra is az év legnézettebb zenei műsora.